# 川合尊
川合 尊（かわい たけし、1962年（昭和37年）10月13日 - ）は日本の技術者、実業家。日本特殊陶業株式会社代表取締役社長。

## 人物・経歴
1987年京都工芸繊維大学大学院工芸学研究科修了、日本特殊陶業入社。社内ベンチャーとされたセンサ事業部の技術に長年携わり、センサ事業を点火プラグ事業に次ぐ規模に成長させた。2011年自動車関連事業本部センサ事業部第2技術部長。2012年執行役員。2015年取締役常務執行役員に昇格。2016年取締役専務執行役員。2019年から代表取締役社長を務め、新規事業の展開を進めた。